# 耶律瑰引
耶律瑰引（?-?）辽国政治家。漢名思忠。契丹人。耶律仁先之父。

## 经历
孟父房（太祖耶律阿保機二伯父耶律岩木的後裔）的後裔。耶律撤割里（薩割里）之子。与遼興宗关系极其亲密。任过南府宰相・漆水郡王。死後追封燕王。

## 子女

### 子
- 耶律仁先
- 耶律義先
- 耶律礼先（金州团練使）
- 耶律智先（果州防禦使）
- 耶律信先

### 女
- 慶雪夫人
- 莉妲夫人
- 冬雪夫人
- 妍雪夫人
- 仰姐夫人

## 传記資料
- 『遼史』卷90 列传第20
- 耶律仁先墓誌
- 耶律智先墓誌
- 梁国太妃墓誌
- 耶律慶嗣墓誌